# قاسم سعید
قاسم سعید (عربی: قاسم بن سعيد سنجور الحردان؛ زاده ۱ ژانویهٔ ۱۹۹۰) یک بازیکن فوتبال اهل عمان است.
وی همچنین در تیم ملی فوتبال عمان بازی کرده‌است.